# 1956年メルボルンオリンピックのオランダ選手団
1956年メルボルンオリンピックのオランダ選手団（1956ねんメルボルンオリンピックのオランダせんしゅだん）は、1956年11月22日から12月8日にかけてオーストラリアのメルボルンで開催された1956年メルボルンオリンピックのオランダ選手団、およびその競技結果。

## 概要
メルボルンオリンピックでは、開催国であるオーストラリアの検疫期間が長いことから馬術競技のみ1956年6月10日から17日にかけてスウェーデンのストックホルムで開催された。この馬術競技にはオランダから1名の選手が参加し、馬場馬術個人で28位の成績を残した。その後、1956年10月23日に発生したソビエト連邦によるハンガリー侵攻に抗議する形で、オランダは1956年メルボルンオリンピック本大会への不参加を取り止めた。